# Roseto Valfortore
Roseto Valfortore är en ort och kommun i provinsen Foggia i regionen Apulien i Italien. Kommunen hade 1 075 invånare (2017).